# シジシージャパン
株式会社シジシージャパン（英: CGC JAPAN CO.,LTD.）は、東京都新宿区に本社を置く日本の企業。スーパーマーケットの共同出資によるコーペラティブ・チェーン（ボランタリー・チェーン）として「CGCグループ」の本部機能を担い、プライベートブランド「CGC」を展開している。
「CGC」の名称は「Co-operative（共同）Grocer（食品雑貨）Chain（チェーン）」に由来する。登記上の商号は「シジシー」表記であるが、グループ名・ブランド名の読みは「シージーシー」である。コーポレート・スローガンは『みんなの「いただきます」をもっとおいしく。』で、2023年2月までは「世界中から良いものを」であった。

## 概要
一社でプライベートブランド（PB）商品を開発する大手総合スーパーに対抗し、中堅・中小規模の食品スーパーが集まり、共同仕入れ・PB商品の共同開発を行うため、1973年10月27日に設立された。同年11月には、第1次オイルショックで品薄となったトイレットペーパーや洗剤など生活必需品の緊急輸入を行い、商品の安定供給に努めた。
シジシージャパンの前身は、東京都新宿区に本部を置くスーパーマーケット「三徳」の貿易部であったことから、CGCの本部は設立当初から三徳本部ビルに置かれている。
1975年にはプライベートブランド商品の開発を開始、1979年から翌1980年にかけては全国7箇所に「地区本部」を設立した。また大手企業との提携も進め、1980年5月にはダイエーと提携、翌1981年4月には大手メーカーとの関係強化を図った。
共同仕入れやPB商品開発をはじめ、グループで協業して物流や情報システムの開発、加盟企業の販売促進や教育などを行っている。本部機能を担う株式会社シジシージャパンと、その傘下に地方ごとに8社の「地区本部」を設置する。
日本全国の加盟店は約200社・約4,000店に及び、日本最大のコーペラティブ・チェーンに成長した。CGCの各種プライベートブランド商品や、CGCが国内外で開発した青果・鮮魚・精肉などの商品は1,300品目を超える（2017年時点）。

## 沿革

### 設立 - 1990年代
- 1973年（昭和48年）
  - 10月27日 - 三徳などの出資により[4]、株式会社シジシージャパンを設立[1]。
  - 11月 - 第1次オイルショックで品薄となった生活必需品の緊急輸入を行う[6]。
- 1975年（昭和50年）
  - 9月 - 第1回「ストアブランド商品開発販促委員会」を開催、プライベートブランド商品の開発に着手[6]。
  - 10月 - 初の「ストアブランド開発商品」34品目を決定[6]。同年よりプライベートブランド商品を発売[9]。
- 1978年（昭和53年）- 料理情報誌『お母さんニュース』創刊、店頭配布を開始[10]。
- 1979年（昭和54年） - 1980年（昭和55年） - 全国に地区本部を設置[6]。
  - 1979年4月 - 株式会社東海シジシーを設立[11]。
  - 1979年10月 - 株式会社中国シジシーを設立[12]。
  - 1979年11月27日 - 株式会社九州シジシーを設立[13]。
  - 1980年7月23日 - 株式会社北海道シジシーを設立[14]。
- 1980年（昭和55年）5月 - ダイエーと提携[6]。
- 1982年（昭和57年）- 『お母さんニュース』を『おいしくたべましょ』に改名[10]。
- 1984年（昭和59年）- 『おいしくたべましょ』を『ふれあい交差点』に改名[10]。
- 1987年（昭和62年）6月 - 輸入酒類卸売販売免許を取得、酒類販売部を新設[6]。
- 1989年（平成元年）- 関連会社としてエス・ビー・システムズを設立[6]。
- 1990年（平成2年）- 関連会社としてシジシーメンバーズサポートを設立、加盟会社の指導を担当[6]。
- 1991年（平成3年）- 『ふれあい交差点』を『ふれ愛交差点』に改名[10]。
- 1994年（平成6年）1月- 株式会社北陸シジシーを設立[6][15]。
- 1999年（平成11年）4月 - 日本デビットカード推進協議会（現・日本電子決済推進機構）に加盟[6]。

### 2000年代以降
- 2000年（平成12年）3月 - シジシージャパンの組織を本部制へ移行[6]。
- 2002年（平成14年）11月 - 創業30周年を迎え、記念セミナーを開催[6]。
- 2003年（平成15年）5月 - クレジットカード「CGCグループカード」を発行、会員募集を開始[6]。
- 2004年（平成16年）
  - 5月 - 東京スター銀行との提携により「CGCリンク銀行ATM」のサービスを開始[6]。
  - 8月 - 新潟支社を開設[6]。
  - 11月 - 千葉支社を開設[6]。
  - 12月 - 神奈川支社を開設[6]。
- 2005年（平成17年）10月 - 北関東支社を開設[6]。
- 2006年（平成18年）
  - 3月 - CGCグループ共通商品券の発行を開始[6]。
  - 6月 - 株式会社四国シジシーを設立[6]。

- 2007年（平成19年）

3代目のシンボルマーク（2007 - 2023）

  - 3月1日 - 創業35周年を迎え、新CIを導入（3代目CI、5代目シンボルマーク）[6]。
  - 10月 - 株式会社九州シジシーに「沖縄支社」を設置、沖縄県から地元スーパー3社が新規加盟[6]。
- 2011年（平成23年）
  - 3月 - 東日本大震災の発生を受け、被災地の加盟会社へ救援物資を送るとともに、加盟店の店頭などで募金活動を開始[6]。
  - 6月 - CGCグループ災害マニュアルを刷新[6]。
- 2012年（平成24年）
  - 7月 - 加盟店で公共料金収納代行サービスを開始（エス・ビー・システムズが担当）[6]。
  - 10月 - Edyを導入[6]。公式Facebookページを開設[6]。
- 2015年（平成27年）- 電子マネー機能付きポイントカード「CoGCa」（コジカ）を本格稼働開始[6]。
- 2019年（令和元年）12月 - 電子マネー「CoGCa」がキャッシュレス・ポイント還元事業の対象となり、加盟企業での導入や会員数が拡大する[6]。
- 2020年（令和2年）12月 - コロナ禍により電子マネー「CoGCa」の導入や利用が拡大する[6]。
- 2021年（令和3年）7月 - 公式ウェブサイトをリニューアル、スマートフォン表示に対応[6]。
- 2023年（令和5年）
  - 3月1日 - 同年10月27日に創業半世紀（50周年）を迎えるのを機に、16年ぶりにCIを刷新（4代目CI、6代目シンボルマーク）。
  - 10月27日 - 創業半世紀を迎える[16]。

## 下部組織
首都圏（東京都・神奈川県・千葉県・埼玉県・茨城県・栃木県・群馬県・山梨県）、信越地方（長野県・新潟県）および、山形県・福島県と静岡県のうち、東部の全加盟法人及び中部・西部の一部加盟法人は本社直轄となる。

### 支社
本社直轄地域では、以下のとおり「支社」を置く。
- 株式会社シジシージャパン神奈川支社 - 神奈川県厚木市金田1456-1[1]
- 株式会社シジシージャパン千葉支社 - 千葉県千葉市中央区中央港2-6[1]
- 株式会社シジシージャパン北関東支社 - 栃木県下野市下坪山1723[1]
- 株式会社シジシージャパン新潟支社 - 新潟県新潟市西区小新西2-19-31 川口第一ビル1階[1]

### 地区本部
本社直轄地域以外では、日本全国に以下のとおり「地区本部」を置く。
- 株式会社北海道シジシー - 北海道札幌市豊平区平岸3条7丁目9番6号[8][14]。1980年7月23日設立[14]。北海道を担当。
- 株式会社東北シジシー - 岩手県紫波郡矢巾町流通センター南2丁目7番9号[8]。東北4県（山形県・福島県を除く）を担当。
- 株式会社東海シジシー - 愛知県稲沢市西町3丁目15番40号[8][11]。1979年4月設立[11]。東海3県と静岡県のうち、東部の全加盟法人、中部・西部の一部加盟法人を除く法人を担当。
- 株式会社北陸シジシー - 石川県白山市宮永町2848　若松梱包運輸倉庫3階[8][15]、1994年1月設立[15]。北陸3県を担当。
- 株式会社関西シジシー - 大阪府大阪市中央区淡路町3丁目3−10　チグマビル3階[8]。近畿2府4県を担当。
- 株式会社中国シジシー - 広島県広島市安佐南区伴西3丁目3-2[8][12]、1979年10月設立[12]。中国5県を担当。
- 株式会社四国シジシー - 高知県南国市蛍が丘1丁目1-1　南国オフィスパークセンター2階[8]。2006年6月設立[6]。香川県を除く四国3県を担当。
- 株式会社九州シジシー - 福岡県福岡市博多区博多駅中央街1-1　新幹線博多ビル5階[8][13]。1979年11月27日設立[13]。九州地方7県と沖縄県を担当。

## サービス
CGCグループでは加盟店向けに、CGCグループ共通商品券、非接触決済式電子マネー機能付きポイントカード「CoGCa（コジカ）」のサービスを提供している。
またクレジットカード「CGC GROUP CARD」の発行も行っており、ジャックス（Visaブランド。但し、マルイ (岡山県)提携分のMamHeart・JCBカードはJCBブランドでCoGCa機能付き）およびトヨタファイナンス（JCB・Visa・MasterCardブランド。シジシージャパンとの提携分は2025年1月31日をもってサービス終了。CGCグループ加盟店との提携分も順次サービス終了の見込み）との提携カードを発行している（一部加盟店では上記2社ではなく、他のクレジットカード会社との提携カードを発行）。クレジットカード会員にはジャックス発行分は貯まったCGC GROUP CARDポイントをCGCグループ共通商品券と（前記MamHeart・JCBカードの他、マルト提携分のマルトクレジットカードや三徳提携分のSantokuカードなど、一部例外もあり）、トヨタファイナンス発行分は「ふれ愛倶楽部」で利用に応じたポイントでカタログ商品と交換が可能である。
いずれのサービスも導入は加盟会社に委ねられているため、利用できない店舗もある。また独自サービスを提供している加盟店もある。

## 関連会社
- エス・ビー・システムズ株式会社[18] - システム企画・開発及び情報活用支援、CGCグループ商品券、CoGCa発行など
- 株式会社シジシー・ショップ - 加盟店の経営相談、再建指導など

過去の関連会社
- シジシーメンバーズサポート株式会社 - 加盟店の店舗指導
- 株式会社シジシーアパレル - 衣料品の商品開発、衣料店の指導

## 類似業態の企業
- 日本流通産業（ニチリウ） - PB「くらしモア」を有するコーペラティブ・チェーン。
- オール日本スーパーマーケット協会（AJS） - PB「くらし良好」を有するコーペラティブ・チェーン。
- 八社会 - PB「Vマーク バリュープラス」を有する私鉄系コーペラティブ・チェーン。
- コミュニティ・ストア - ボランタリー・チェーン方式を採用していた国分グループのコンビニエンスストア。個人経営など中小の酒販店を中心に加盟させていた。
- アトム電器 - フランチャイズ形式で地域電器店（いわゆる「町の電器屋」）を展開。加盟各店の独立性、共同仕入れにより大手家電量販店に対抗する方針などが類似。

## テレビ番組
- 日経スペシャル カンブリア宮殿 総年商4兆円！ 謎の巨大流通組織CGCの正体 ～危機に打ち勝つ、中小の団結力～（2011年6月16日、テレビ東京）- [19]

## その他
- 店内放送で流れる「エプロントーク」は声優の加藤みどりが担当していた[20]。
- 旧CGCソング（テーマソング）は歌手の藤本房子が歌唱していた。現行CGCソングは同じく歌手の中平マリコが歌唱している。
- MAZDA Zoom-Zoom スタジアム広島のレフト側にCGCの宣伝看板が掲示されている。